# Stelis macrophylla
Stelis macrophylla är en orkidéart som först beskrevs av Carl Sigismund Kunth, och fick sitt nu gällande namn av Ined. Stelis macrophylla ingår i släktet Stelis och familjen orkidéer. Inga underarter finns listade i Catalogue of Life.